# Mary Tyler Moore
Mary Tyler Moore (Brooklyn, New York, 1936. december 29. – Greenwich, Connecticut, 2017. január 25.) többszörös Primetime Emmy- és Golden Globe-díjas amerikai színésznő.

## Filmjei

### Mozifilmek
- Once Upon a Horse… (1958)
- X-15 (1961)
- Ízig-vérig modern Millie (Thoroughly Modern Millie)' (1967)
- What’s So Bad About Feeling Good? (1968)
- Don’t Just Stand There! (1968)
- Change of Habit (1969)
- Átlagemberek (Ordinary People) (1980)
- Hat hét (Six Weeks) (1982)
- A férfi, akit szeretünk (Just Between Friends) (1986)
- Gyagyás család (Flirting with Disaster) (1996)
- Kék nyíl – A szeretet vonata (La freccia azzurra) (1996)
- Zsarolók városa (Keys to Tulsa) (1997)
- Váratlan apaság (Labor Pains) (2000)
- Mesterlövészek (Cheats) (2002)
- Against the Current (2009)

### Tv-filmek
- Run a Crooked Mile (1969)
- Mary's Incredible Dream (1976)
- Először megtanulsz sírni (1978)
- Heartsounds (1984)
- Finnegan Begin Again (1985)
- Lincoln (1988)
- Az utolsó legjobb év (The Last Best Year) (1990)
- Thanksgiving day (1991)
- Eladott gyermekek (Stolen Babies) (1993)
- Elfojtott emlékek (Stolen Memories: Secrets from the Rose Garden) (1996)
- Payback (1997)
- Mary and Rhoda (2000)
- Good as Gold (1997)
- Like Mother, Like Son: The Strange Story of Sante and Kenny Kimes (2001)
- Miss Lettie és én (Miss Lettie and Me) (2002)
- The Gin Game (2003)
- Blessings (2003)
- Havas csodák (Snow Wonder) (2005)

### Tv-sorozatok
- Richard Diamond, Private Detective (1959, nyolc epizódban)
- 77 Sunset Strip (1959–1960, három epizódban)
- Hawaiian Eye (1960–1961, négy epizódban)
- The Dick Van Dyke Show (1961–1966, 158 epizódban)
- Mary Tyler Moore (1970–1977, 168 epizódban)
- Rhoda (1974–1977, hat epizódban)
- Phyllis (1975–1976, két epizódban)
- Mary (1978, 13 epizódban)
- The Mary Tyler Moore Hour (1979, 11 epizódban)
- Mary (1985–1986, 13 epizódban)
- Annie McGuire (1988–1989, 10 epizódban)
- New York News (1995, 13 epizódban)
- The Naked Truth (1997, négy epizódban)
- New York News (1995, 13 epizódban)
- Azok a 70-es évek – show (That ’70s Show) (2005, három epizódban)
- Rúzs és New York (Lipstick Jungle) (2008, két epizódban)
- Vérmes négyes (Hot in Cleveland) (2011, 2013, két epizódban)